# Goodwick
Goodwick är en ort i Storbritannien.   Den ligger i kommunen Pembrokeshire och riksdelen Wales, i den södra delen av landet, 300 km väster om huvudstaden London. Goodwick ligger 25 meter över havet och antalet invånare är 1 871.
Terrängen runt Goodwick är platt västerut, men åt sydost är den kuperad. Havet är nära Goodwick norrut. Runt Goodwick är det ganska tätbefolkat, med 70 invånare per kvadratkilometer. Närmaste större samhälle är Fishguard, 1,8 km sydost om Goodwick. Trakten runt Goodwick består i huvudsak av gräsmarker.